# Boljev Dol
Boljev Dol (izvirno srbsko Бољев Дол; bolgarsko Болев дол, latinizirano: Bolev dol) je naselje v Srbiji, ki upravno spada pod Občino Dimitrovgrad; slednja pa je del Pirotskega upravnega okraja.

## Demografija
V naselju živi 8 polnoletnih prebivalcev, pri čemer je njihova povprečna starost 67,4 let (59,5 pri moških in 70,0 pri ženskah). Naselje ima 5 gospodinjstev, pri čemer je povprečno število članov na gospodinjstvo 1,60.
Po podatkih popisa iz leta 2002 prebivalstvo v celoti predstavljajo Bolgari.
|  |

| Demografija | Demografija     | Demografija     |
| Leto        | Št. prebivalcev | Št. prebivalcev |
| ----------- | --------------- | --------------- |
|             |                 |                 |
|             |                 |                 |
|             |                 |                 |
|             |                 |                 |
| 1948        | 251             |                 |
| 1953        | 246             |                 |
| 1961        | 184             |                 |
| 1971        | 131             |                 |
| 1981        | 66              |                 |
| 1991        | 29              | 29              |
| 2002        | 8               | 8               |
|             |                 |                 |

| Etnična sestava po popisu iz leta 2002 | Etnična sestava po popisu iz leta 2002 | Etnična sestava po popisu iz leta 2002 | Etnična sestava po popisu iz leta 2002 | Etnična sestava po popisu iz leta 2002 |
| -------------------------------------- | -------------------------------------- | -------------------------------------- | -------------------------------------- | -------------------------------------- |
| Bolgari                                | Bolgari                                |                                        | 8                                      | 100,0%                                 |
| Neznano                                | Neznano                                |                                        | 0                                      | 0,0%                                   |